# Stellaria mainlingensis
Stellaria mainlingensis är en nejlikväxtart som beskrevs av Li Hua Zhou. Stellaria mainlingensis ingår i släktet stjärnblommor, och familjen nejlikväxter. Inga underarter finns listade i Catalogue of Life.